# 477 (szám)
A 477 (római számmal: CDLXXVII) egy természetes szám.

## A szám a matematikában
A tízes számrendszerbeli 477-es a kettes számrendszerben 111011101, a nyolcas számrendszerben 735, a tizenhatos számrendszerben 1DD alakban írható fel.
A 477 páratlan szám, összetett szám, kanonikus alakban a 32 · 531 szorzattal, normálalakban a 4,77 · 102 szorzattal írható fel. Hat osztója van a természetes számok halmazán, ezek növekvő sorrendben: 1, 3, 9, 53, 159 és 477.
Ötszögszám. Tizenötszögszám.
A 477 négyzete 227 529, köbe 108 531 333, négyzetgyöke 21,84033, köbgyöke 7,81339, reciproka 0,0020964. A 477 egység sugarú kör kerülete 2997,07939 egység, területe 714 803,43488 területegység; a 477 egység sugarú gömb térfogata 454 614 984,6 térfogategység.